# 국가지원지방도 제22호선
국가지원지방도 제22호선은 전라남도 여수시 화양면 세포1교차로에서 순천시 장천동 순고오거리를 잇는 대한민국의 국가지원지방도이다.

## 연혁
본래 1994년 국도 연장 및 신설 계획안에 포함되지 않은 구간이었으나 1996년 국가지원지방도 노선 지정령을 통해 새로 지정된 노선이다.
- 1996년 7월 19일 : 전라남도 여천군 화정면 ~ 순천시 구간을 국가지원지방도 제22호선 여천 ~ 순천선으로 지정[1]
- 1997년 9월 13일 : 1998년 2월까지 나진지구(여천군 화양면 나진리 ~ 용주리) 개량공사를 위해 480m 구간을 440m로 도로구역 변경[2]
- 2000년 6월 13일 : 2004년 7월까지 여천 ~ 화양간 연륙교(여수시 화정면 백야리 ~ 안포리) 가설공사를 위해 2.38km 구간 도로구역 변경[3]
- 2001년 8월 25일 : 국가지원지방도 제22호선 여수 ~ 순천선으로 노선명 변경[4]
- 2005년 3월 19일 : 여천 ~ 화양간 연륙교 공사기간을 2005년 5월까지로 연기[5]
- 2009년 8월 27일 : 2014년 10월까지 화양 ~ 나진간 도로(여수시 화양면 안포리 ~ 나진리) 확포장공사를 위해 10.24km 구간 도로구역 변경, 2014년 10월까지 나진 ~ 소라간 도로(여수시 화양면 나진리 ~ 소라면 덕양리) 확포장공사를 위해 11.64km 구간 도로구역 변경[6]
- 2013년 4월 19일 : 화양 ~ 나진간 도로 공사기간을 2016년 12월까지로 연기[7]
- 2013년 9월 5일 : 나진 ~ 소라간 도로 공사기간을 2016년 12월까지로 연기[8]
- 2013년 10월 31일 : 여수시 화양면 안포리 298m 구간 이설[9]
- 2016년 3월 31일 : 화양 ~ 나진간 도로 공시기간을 2017년 12월까지로 연기[10]
- 2018년 2월 13일 : 화양 ~ 나진간 도로(여수시 화양면 안포리 ~ 나진리) 7.38km 구간 일부 확장 개통[11]
- 2019년 1월 3일 : 화양 ~ 나진간 도로(여수시 화양면 안포리 ~ 나진리) 7.38km 구간 확장 개통, 기존 9.4km 구간 폐지[12]
- 2019년 9월 11일 : 나진 ~ 소라간 도로(여수시 화양면 나진리 ~ 소라면 덕양리) 11.64km 구간 확장 개통[13]
- 2019년 11월 8일 : 나진 ~ 소라간 도로 개통으로 인해 기존 여수시 화양면 나진리 ~ 소라면 덕양리 12.66km 구간 폐지[14]

## 주요 경유지
전라남도
- 여수시 (화양면 - 소라면 - 화장동 - 소라면 - 율촌면) - 순천시 (해룡면 - 조례동 - 연향동 - 풍덕동 - 오천동 - 덕월동 - 남정동 - 인제동)

## 노선
전 구간이 전라남도에 속한다.
- (■): 자동차 전용도로 구간

| 이름                                         | 접속 노선                                                            | 소재지 | 소재지                                             | 비고                                                                    |
| -------------------------------------------- | -------------------------------------------------------------------- | ------ | -------------------------------------------------- | ----------------------------------------------------------------------- |
| 세포1 교차로                                 | 국도 제77호선 지방도 제863호선 (안포장수로)                          | 여수시 | 화양면                                             | 시점                                                                    |
| 세포2 교차로                                 | 화양로                                                               | 여수시 | 화양면                                             | 상행 진출 불가 하행 진입 불가                                           |
| 세포터널                                     |                                                                      | 여수시 | 화양면                                             |                                                                         |
| 원포 교차로                                  | 이목안포로 화양로                                                    | 여수시 | 화양면                                             |                                                                         |
| 월암교                                       |                                                                      | 여수시 | 화양면                                             |                                                                         |
| 원포터널                                     |                                                                      | 여수시 | 화양면                                             |                                                                         |
| 안포 교차로                                  | 화양로                                                               | 여수시 | 화양면                                             |                                                                         |
| 안정1교                                      |                                                                      | 여수시 | 화양면                                             |                                                                         |
| 화동1 교차로                                 | 화양로                                                               | 여수시 | 화양면                                             |                                                                         |
| 안정2교 소장1교 소장2교                      |                                                                      | 여수시 | 화양면                                             |                                                                         |
| 화동2 교차로                                 | 화양로 소장길                                                        | 여수시 | 화양면                                             |                                                                         |
| (생태통로)                                   |                                                                      | 여수시 | 화양면                                             | 연장 약 60m                                                             |
| 나진 교차로                                  | 옥천로                                                               | 여수시 | 화양면                                             |                                                                         |
| 웅동 교차로                                  | 상전길                                                               | 여수시 | 화양면                                             |                                                                         |
| 용주 교차로                                  | 소호로                                                               | 여수시 | 화양면                                             |                                                                         |
| 창무 교차로                                  | 지방도 제863호선 (옥천로)                                            | 여수시 | 화양면                                             |                                                                         |
| (이름 없음)                                  | 소호관기로                                                           | 여수시 | 소라면                                             |                                                                         |
| 관기 교차로                                  | 관기길                                                               | 여수시 | 소라면                                             |                                                                         |
| 여수여명학교                                 |                                                                      | 여수시 | 소라면                                             |                                                                         |
| 죽림 교차로                                  | 지방도 제863호선 (서부로)                                            | 여수시 | 소라면                                             |                                                                         |
| 죽림터널                                     |                                                                      | 여수시 | 소라면                                             |                                                                         |
|                                              | 화장동                                                               | 여수시 |                                                    |                                                                         |
|                                              | 소라면                                                               | 여수시 |                                                    |                                                                         |
| 흑산 교차로                                  | 덕양로                                                               | 여수시 | 상행 진출 불가 하행 진입 불가                      |                                                                         |
| 소라 교차로                                  | 주삼덕양로                                                           | 여수시 |                                                    |                                                                         |
| 여양중학교 여양고등학교                      |                                                                      | 여수시 |                                                    |                                                                         |
| 덕양삼거리                                   | 주삼덕양로                                                           | 여수시 |                                                    |                                                                         |
| 소라면사무소 소라초등학교 덕양시외버스정류장 |                                                                      | 여수시 |                                                    |                                                                         |
| 덕양 교차로                                  | 국도 제17호선 (엑스포대로)                                           | 여수시 | 국도 제17호선과 중복                               |                                                                         |
| 대포교                                       |                                                                      | 여수시 | 국도 제17호선과 중복                               |                                                                         |
| (제2산단 나들목)                             | 여순로                                                               | 여수시 | 국도 제17호선과 중복                               |                                                                         |
| 신기교                                       |                                                                      | 여수시 | 국도 제17호선과 중복                               |                                                                         |
| 대포터널                                     |                                                                      | 여수시 | 국도 제17호선과 중복 연장 788m                     |                                                                         |
| 대포터널                                     | 율촌면                                                               | 여수시 | 국도 제17호선과 중복 연장 788m                     |                                                                         |
| 산곡교                                       |                                                                      | 여수시 | 국도 제17호선과 중복                               |                                                                         |
| 산곡터널                                     |                                                                      | 여수시 | 국도 제17호선과 중복 연장 580m                     |                                                                         |
| 취적교                                       |                                                                      | 여수시 | 국도 제17호선과 중복                               |                                                                         |
| 취적터널                                     |                                                                      | 여수시 | 국도 제17호선과 중복 상행 연장 490m 하행 연장 475m |                                                                         |
| 율촌 교차로                                  | 서부로                                                               | 여수시 | 국도 제17호선과 중복                               |                                                                         |
| 율촌터널                                     |                                                                      | 여수시 | 국도 제17호선과 중복 상행 연장 510m 하행 연장 445m |                                                                         |
| 율촌터널                                     |                                                                      | 순천시 | 국도 제17호선과 중복 상행 연장 510m 하행 연장 445m | 해룡면                                                                  |
| 도롱 교차로 (도롱 나들목)                    | 10호선 남해고속도로                                                  | 순천시 | 국도 제17호선과 중복                               | 해룡면                                                                  |
| 해룡2터널                                    |                                                                      | 순천시 | 국도 제17호선과 중복 상행 연장 620m 하행 연장 630m | 해룡면                                                                  |
| 해룡 교차로 (해룡 나들목)                    | 10호선 남해고속도로 여순로                                           | 순천시 | 국도 제17호선과 중복                               | 해룡면                                                                  |
| 성산교                                       |                                                                      | 순천시 | 국도 제17호선과 중복                               | 해룡면                                                                  |
| 매안 교차로                                  | 지방도 제863호선 (해광로)                                            | 순천시 | 국도 제17호선과 중복                               | 해룡면                                                                  |
| 매안교 신대교                                |                                                                      | 순천시 | 국도 제17호선과 중복                               | 해룡면                                                                  |
| 신대 교차로                                  | 국도 제2호선 (충무공로) 무평로                                       | 순천시 | 국도 제17호선과 중복                               | 해룡면                                                                  |
| 동순천 나들목                                | 27호선 순천완주고속도로                                              | 순천시 | 국도 제17호선과 중복                               | 해룡면                                                                  |
| 상비 교차로                                  | 국도 제2호선 국가지원지방도 제58호선 (순광로) 국도 제17호선 (무평로) | 순천시 | 왕조동                                             | 국도 제17호선과 중복 국도 제2호선과 중복 국가지원지방도 제58호선과 중복 |
| (이름 없음)                                  | 지봉로                                                               | 순천시 | 왕조동                                             | 국도 제2호선과 중복 국가지원지방도 제58호선과 중복                      |
| 한국산업인력공단 전남지사 순천조례초등학교   |                                                                      | 순천시 | 왕조동                                             | 국도 제2호선과 중복 국가지원지방도 제58호선과 중복                      |
| 조례사거리                                   | 백강로 이수로                                                        | 순천시 | 왕조동                                             | 국도 제2호선과 중복 국가지원지방도 제58호선과 중복                      |
| 연향육교                                     |                                                                      | 순천시 | 덕연동                                             | 국도 제2호선과 중복 국가지원지방도 제58호선과 중복                      |
| 팔마사거리                                   | 여순로 팔마로                                                        | 순천시 | 덕연동                                             | 국도 제2호선과 중복 국가지원지방도 제58호선과 중복                      |
| 해룡교                                       |                                                                      | 순천시 | 덕연동                                             | 국도 제2호선과 중복 국가지원지방도 제58호선과 중복                      |
|                                              | 풍덕동                                                               | 순천시 |                                                    | 국도 제2호선과 중복 국가지원지방도 제58호선과 중복                      |
| 순천호수정원                                 |                                                                      | 순천시 |                                                    | 국도 제2호선과 중복 국가지원지방도 제58호선과 중복                      |
| 동천교                                       |                                                                      | 순천시 |                                                    | 국도 제2호선과 중복 국가지원지방도 제58호선과 중복                      |
|                                              | 도사동                                                               | 순천시 |                                                    | 국도 제2호선과 중복 국가지원지방도 제58호선과 중복                      |
| (이름 없음)                                  | 강변로                                                               | 순천시 |                                                    | 국도 제2호선과 중복 국가지원지방도 제58호선과 중복                      |
| 서문삼거리                                   |                                                                      | 순천시 |                                                    | 국도 제2호선과 중복 국가지원지방도 제58호선과 중복                      |
| 호현삼거리                                   | 국도 제2호선 국가지원지방도 제58호선 (녹색로)                        | 순천시 |                                                    | 국도 제2호선과 중복 국가지원지방도 제58호선과 중복                      |
| 덕흥교                                       |                                                                      | 순천시 |                                                    |                                                                         |
| 신흥삼거리                                   | 남산로                                                               | 순천시 | 남제동                                             |                                                                         |
| 순천성남초등학교 순천고등학교                |                                                                      | 순천시 | 남제동                                             |                                                                         |
| 순고오거리                                   | 이수로 중앙로 팔마로 청사큰길                                        | 순천시 | 장천동                                             | 종점                                                                    |

## 도로명
- 전라남도
  - 여수시 화양면 세포1 교차로 ~ 나진 교차로 : 안포나진로
  - 여수시 화양면 나진 교차로 ~ 죽림 교차로 : 화양로
  - 여수시 소라면 죽림 교차로 ~ 죽림광장 : 도원로
  - 여수시 소라면 죽림광장 ~ 덕양 교차로 : 덕양로
  - 여수시 소라면 덕양 교차로 ~ 순천시 해룡면 성산리 : 엑스포대로
  - 순천시 해룡면 성산리 ~ 신대 교차로 : 충무공로
  - 순천시 해룡면 신대 교차로 ~ 왕조동 상비 교차로 : 무평로
  - 순천시 왕조동 상비 교차로 ~ 조례사거리 : 순광로
  - 순천시 왕조동 조례사거리 ~ 덕연동 팔마사거리 : 백강로
  - 순천시 덕연동 팔마사거리 ~ 도사동 호현삼거리 : 남승룡로
  - 순천시 도사동 호현삼거리 ~ 장천동 순고오거리 : 우석로

## 같이 보기
- 국도 제22호선